# 高畠金蔵
高畠 金蔵（たかはた きんぞう）は、日本の教育者、実業家。

## 学歴
早稲田大学大学院修了

## 履歴
昭和23年に大学生時代のアルバイトとして千葉市に私塾「高畠英語学校」を開設。これを発展させ昭和26年に大学受験の全科目を設置した予備校を開校。個別特訓指導により東大、京大、慶大、順天堂大など国公立、私立大合格者を多数輩出。大学院在学中に医療機関の不足や医師不足の現状を認識し、医科大学の創設を志すが、経済的な理由で断念せざるを得なかった。そのかわり倫理観と使命感を持つ医師を育てることで医界に貢献することを志し医学専門予備校を創設。昭和47年、東京都墨田区両国に7号館ビルが建設され、両国予備校と改名。全国医科歯科大学進学指導協会会長に就任する。
ラジオたんぱ「合格いっぽん道」にレギュラー出演し医療系学部志願者を精神的に支えてきた。

## 著作
- 1998『大逆転の合格作戦』エール出版社
- 1983『学長・学部長対談 : 全国国立私立医科歯科薬科大学』医歯薬受験研究社
- 「合格率日本一予備校校長の医歯薬学部合格作戦」
- 「合格率日本一予備校校長の医歯薬学部必勝情報」
- 「これからの医歯薬学部志望は韻か得か」
- 「合格率日本一予備校校長の医歯薬学部でル秘槽報」
- 「合格率日本一予備校校長の理工学部合粒作戦」
- 「合格率日本一予備校校長の奇跡を起す合格作戦」
- 「全国国公私立医科歯科薬科大学学長・学部長対談」
- 「医学部入学の秘訣36軸「医歯薬学部合格の秘訣72串」